# Western Sydney Wanderers Football Club (femminile)
Il Western Sydney Wanderers Football Club, citato anche come Western Sydney Wanderers Women, è una squadra di calcio femminile australiana, sezione femminile dell'omonimo club con sede a Parramatta, quartiere finanziario di Sydney, nel Nuovo Galles del Sud.
Istituita nel 2012, è iscritta alla A-League Women, il livello di vertice nella struttura del campionato australiano femminile di calcio, e gioca le partite casalinghe al Marconi Stadium di Bossley Park, impianto dalla capienza di 9 000 posti.

## Storia
L'annuncio della creazione del Western Sydney Wanderers FC il 4 aprile 2012 da parte dell'allora CEO della federcalcio australiana (FFA) Ben Buckley è stato presto seguito dall'annuncio di una squadra femminile associata che avrebbe gareggiato nella W-League. Il 5 luglio 2012, Stephen Roche è stato annunciato head coach della stagione inaugurale della squadra, incarico che mantenne per due stagioni consecutive. In questo periodo la squadra non riuscì ad accedere alle final series, classificandosi al 6º posto nella stagione regolare 2012-2013 e al 7º nella stagione regolare di quella successiva.
Il 17 luglio 2014, Norm Boardman venne chiamato a ricoprire l'incarico di nuovo head coach della squadra. Anche sotto la sua direzione tecnica, nelle due stagioni con Boardman sulla panchina la squadra non riuscì a migliorare le prestazioni generali, terminando i campionati nelle parti bassi della classifica.
Il 20 maggio 2016 la dirigenza affida la direzione tecnica a un nuovo staff composto dall'head coach Richard Byrne, coadiuvato dal vice Leah Blayney e da Davide Del Giovine come allenatore dei portieri. Nell'ottobre 2017, l'ex giocatrice del Western Sydney Wanderers Catherine Cannuli e Ryan Doidge si sono uniti a Byrne come assistenti allenatori. Nelle due stagioni del nuovo staff tecnico le prestazioni della squadra non cambiano, concludendo i campionati 2016-2017 e 2017-2018 all'8º posto della stagione regolare.
Dopo una nuova gestione tecnica affidata Dan Barrett nella stagione 2018-2019, dove la squadra chiude la parte regolare del campionato al 9º e ultimo posto, dall'aprile 2019 l'incarico viene rilevato da Dean Heffernan, che riesce a migliorare sensibilmente le prestazioni delle Wander Women e, dopo aver concluso la stagione regolare del campionato 2019-2020 al 4º posto nella stagione regolare, per la prima volta nella sua storia sportiva la squadra accede alle final series per poi venire eliminata in semifinale dal Melbourne City. Heffernan rimane alla guida tecnica della squadra anche la stagione successiva, terminata al 6º posto nella stagione regolare.

## Organico

### Rosa 2020-2021
Rosa, ruoli e numeri di maglia aggiornate al 4 ottobre 2020.
| N. |                      | Ruolo | Calciatrice                    |
| -- | -------------------- | ----- | ------------------------------ |
| 1  | Australia (bandiera) | P     | Sarah Willacy                  |
| 2  | Australia (bandiera) | D     | Caitlin Cooper (vice-capitano) |
| 3  | Australia (bandiera) | D     | Nikola Orgill                  |
| 4  | Australia (bandiera) | D     | Margaux Chauvet                |
| 5  | Australia (bandiera) | C     | Courtney Nevin                 |
| 6  | Australia (bandiera) | C     | Olivia Price                   |
| 7  | Australia (bandiera) | C     | Chloe Middleton                |
| 8  | Australia (bandiera) | C     | Erica Halloway (vice-capitano) |
| 9  | Australia (bandiera) | A     | Bryleeh Henry                  |
| 10 | Australia (bandiera) | C     | Libby Copus-Brown              |
| 11 | Australia (bandiera) | C     | Danika Matos                   |
| 12 | Irlanda (bandiera)   | A     | Julie-Ann Russell              |

| N. |                      | Ruolo | Calciatrice         |
| -- | -------------------- | ----- | ------------------- |
| 13 | Australia (bandiera) | C     | Georgia Yeoman-Dale |
| 14 | Australia (bandiera) | C     | Aideen Keane        |
| 15 | Australia (bandiera) | C     | Rosie Galea         |
| 16 | Australia (bandiera) | C     | Isabel Gomez        |
| 18 | Australia (bandiera) | C     | Sarah Hunter        |
| 19 | Australia (bandiera) | A     | Leena Khamis        |
| 20 | Australia (bandiera) | P     | Courtney Newbon     |
| 25 | Australia (bandiera) | A     | Teigan Collister    |
|    | Australia (bandiera) | C     | Liana Danaskos      |
|    | Australia (bandiera) | C     | Susan Phonsongkham  |
|    | Australia (bandiera) | C     | Alix Roberts        |